# Ijibchentre
Ijibchentre war ein altägyptischer König (Pharao) oder Thronprätendent der ausgehenden 11. Dynastie (Mittleres Reich). Er wird in Felsinschriften in Abu Hor, Mediq und Toschka (Nubien) genannt.